# Beslut (Europeiska unionen)
För andra betydelser, se beslut.

Europeiska flaggan

Ett beslut är en typ av bindande rättsakt som kan antas av Europeiska unionens institutioner. Rättsakten används för att besluta om enskilda ärenden, för att reglera institutionella bestämmelser eller för att fastställa och genomföra den gemensamma utrikes- och säkerhetspolitiken. I vissa fall kan den även användas för lagstiftning.
I likhet med förordningar är beslut till alla delar bindande; de kan dock vara riktade till en eller flera specifika medlemsstater eller fysiska eller juridiska personer och är då bindande endast för dessa. Ett beslut kan antingen vara direkt tillämpligt likt en förordning eller kräva genomförandeåtgärder likt ett direktiv.
En bestämmelse i ett beslut som skapar en rättighet för enskilda kan i vissa fall ha direkt effekt, det vill säga den kan åberopas av enskilda inför en nationell domstol likt en nationell lag.

## Rättslig form och grund
Den rättsliga formen för beslut regleras av artikel 288 i fördraget om Europeiska unionens funktionssätt:
| ” | Ett beslut är till alla delar bindande. Om ett beslut anger till vem eller vilka det riktar sig, är det bindande endast för dessa. | „ |
| – Fjärde stycket i artikel 288 i fördraget om Europeiska unionens funktionssätt efter Lissabonfördragets ikraftträdande | |   |

Beslut är således till alla delar bindande. Om de riktar sig till en eller flera specifika medlemsstater eller fysiska eller juridiska personer är de dock endast bindande för dessa. I enlighet med principen om tilldelade befogenheter får ett beslut antas i ett enskilt fall endast om det finns en rättslig grund för detta i unionens fördrag. Om fördragen inte anger vilken typ av rättsakt som ska antas, måste institutionerna vägledas av proportionalitetsprincipen.
Beslut kan utfärdas av unionens institutioner när de lagstiftar, men detta är ovanligt. Istället används beslut främst för att besluta om enskilda ärenden, för att reglera institutionella bestämmelser eller för att fastställa och genomföra den gemensamma utrikes- och säkerhetspolitiken. Till exempel kan Europeiska kommissionen anta beslut för att fastställa böter för ett företag som har brutit mot unionens konkurrensregler för den inre marknaden.

### Olika typer av beslut
Sedan Lissabonfördraget trädde i kraft den 1 december 2009 kan olika typer av beslut utfärdas beroende på vilket förfarande som används för deras antagande. Beslut som antas av Europaparlamentet och/eller Europeiska unionens råd i enlighet med ett lagstiftningsförfarande utgör lagstiftningsakter. De är överordnade andra rättsakter, icke-lagstiftningsakter.
Beslut kan även antas i form av delegerade beslut och genomförandebeslut. Delegerade beslut antas av Europeiska kommissionen för att komplettera eller ändra vissa icke väsentliga delar av en lagstiftningsakt. Genomförandebeslut antas av kommissionen eller, i vissa fall, rådet för att fastställa enhetliga villkor för genomförandet av en rättsakt.
Därutöver kan beslut antas av Europaparlamentet, Europeiska rådet och Europeiska centralbanken, samt av rådet och kommissionen i vissa andra fall grundat direkt på unionens fördrag. I mer sällsynta fall antas beslut även av medlemsstaternas stats- eller regeringschefer eller företrädarna för medlemsstaternas regeringar, till exempel för att utnämna domare i EU-domstolen; dessa beslut utgör dock inte en integrerad del av unionsrätten.

## Utformning
Beslut är utformade enligt vissa gemensamma bestämmelser för rättsakter. Ett beslut består av tre delar: ingressen, artikeldelen och eventuella bilagor. I ingressen anges rättsaktens rättsliga grund och alla förberedande akter som legat till grund för dess antagande. Likt andra rättsakter måste ett beslut även motiveras genom skäl i ingressen. Artikeldelen utgör den normativa delen av rättsakten och är uppdelad i artiklar.
Ett beslut innehåller alltid en avslutande artikel som fastställer till vem eller vilka det riktar sig. Denna avslutande artikel kan ha någon av följande formuleringar:
| ” | Detta beslut riktar sig till medlemsstaterna. | „ |

| ” | Detta beslut riktar sig till medlemsstaterna i enlighet med fördragen. | „ |

| ” | Detta beslut riktar sig till [medlemsstatens officiella namn]. | „ |

| ” | Detta beslut riktar sig till [fullständigt namn och adress]. | „ |

Den andra formuleringen används när beslutet inte är riktat till alla medlemsstater, till exempel om det är en rättsakt som endast berör euroområdet eller Schengenområdet. Den tredje formuleringen används när beslutet riktas till en eller flera specifika medlemsstater. Den fjärde formuleringen används när beslutet riktas till någon fysisk eller juridisk person.

## Ikraftträdande och genomförande
Alla beslut som antagits som lagstiftningsakter samt andra beslut som inte anger till vem eller vilka de riktar sig måste offentliggöras i Europeiska unionens officiella tidning innan de träder i kraft. De träder i kraft den dag som anges i rättsakten eller, om sådana bestämmelser saknas, tjugo dagar efter offentliggörandet. Övriga beslut måste delges den eller dem som det riktar sig till och får verkan genom denna delgivning. Enligt offentlighetsförordningen ska även dessa beslut i största möjliga utsträckning offentliggöras i Europeiska unionens officiella tidning.
Ett beslut kan i vissa fall vara direkt tillämpligt och kräver då inga genomförandeåtgärder på nationell nivå. I andra fall kan ett beslut kräva att medlemsstaterna införlivar dess bestämmelser i de nationella rättsordningarna på samma sätt som för ett direktiv. Ett beslut som kräver nationella genomförandeåtgärder av medlemsstaterna kan fastställa en tidsfrist för detta på samma sätt som direktiv gör.

## Rättsverkan
Rättsverkan för beslut varierar beroende på omständigheterna. Ett beslut är förvisso alltid till alla delar bindande, men om det riktar sig till en eller flera specifika medlemsstater eller fysiska eller juridiska personer är det endast bindande för dessa. Endast ett beslut som inte är riktat till någon specifik medlemsstat eller fysisk eller juridisk person har allmän giltighet. I enlighet med företrädesprincipen äger unionsrätten företräde framför nationell rätt om en bestämmelse i den nationella lagstiftningen skulle visa sig vara oförenlig med den.
En bestämmelse i ett beslut kan i vissa fall ha direkt effekt, det vill säga den kan åberopas av enskilda inför en nationell domstol likt en nationell lag. En bestämmelse i ett beslut som skapar en rättighet för enskilda kan ha direkt effekt gentemot den eller de som beslutet är riktat till. En bestämmelse i ett beslut som skapar en rättighet för enskilda och som är riktat till en medlemsstat kan ha direkt effekt om den är ovillkorlig, tillräckligt precis och inte kräver kompletterande åtgärder på europeisk eller nationell nivå. Den direkta effekten är dock begränsad till att vara vertikal, vilket innebär att bestämmelser i ett beslut endast kan åberopas gentemot det offentliga. I likhet med direktiv saknar däremot bestämmelser i ett beslut som är riktat till medlemsstaterna horisontell direkt effekt eftersom en sådan rättsakt inte är rättsligt bindande för enskilda.